# Antonio Jesús Soto
Antonio Jesús Soto Guirao (* 24. Dezember 1994 in Alcantarilla) ist ein spanischer Radrennfahrer.

## Sportlicher Werdegang
Nach dem Wechsel in die U23 fuhr Soto zunächst für verschiedene Radsportvereine, zuletzt von 2017 bis 2018 für das Team Lizarte. In der Saison 2018 gewann er mit der Copa de España amateur de ciclismo die höchste nationale Rennserie für Amateure.
Zur Saison 2019 wurde Soto Mitglied beim damaligen UCI Continental Team Fundación Euskadi. Seinen bisher einzigen internationalen Erfolg erzielte er in der Saison 2021 mit dem Gewinn der auf einen Renntag geschrumpften Murcia-Rundfahrt. In dieser Saison absolvierte er auch erstmals eine Grand Tour mit der Vuelta a España 2021. 
Nach fünf Jahren bei Euskatel-Euskadi wechselte Soto zur Saison 2024 zur Equipo Kern Pharma. 

## Erfolge
2021
- Murcia-Rundfahrt

## Grand-Tour-Platzierungen
| Grand Tour            | 2021 | 2022 | 2023 | 2024 |
| --------------------- | ---- | ---- | ---- | ---- |
| Giro d’ItaliaGiro     | –    | –    | –    | –    |
| Tour de FranceTour    | –    | –    | –    | –    |
| Vuelta a EspañaVuelta | 81   | –    | –    | 114  |